# 東京都道169号淵上日野線

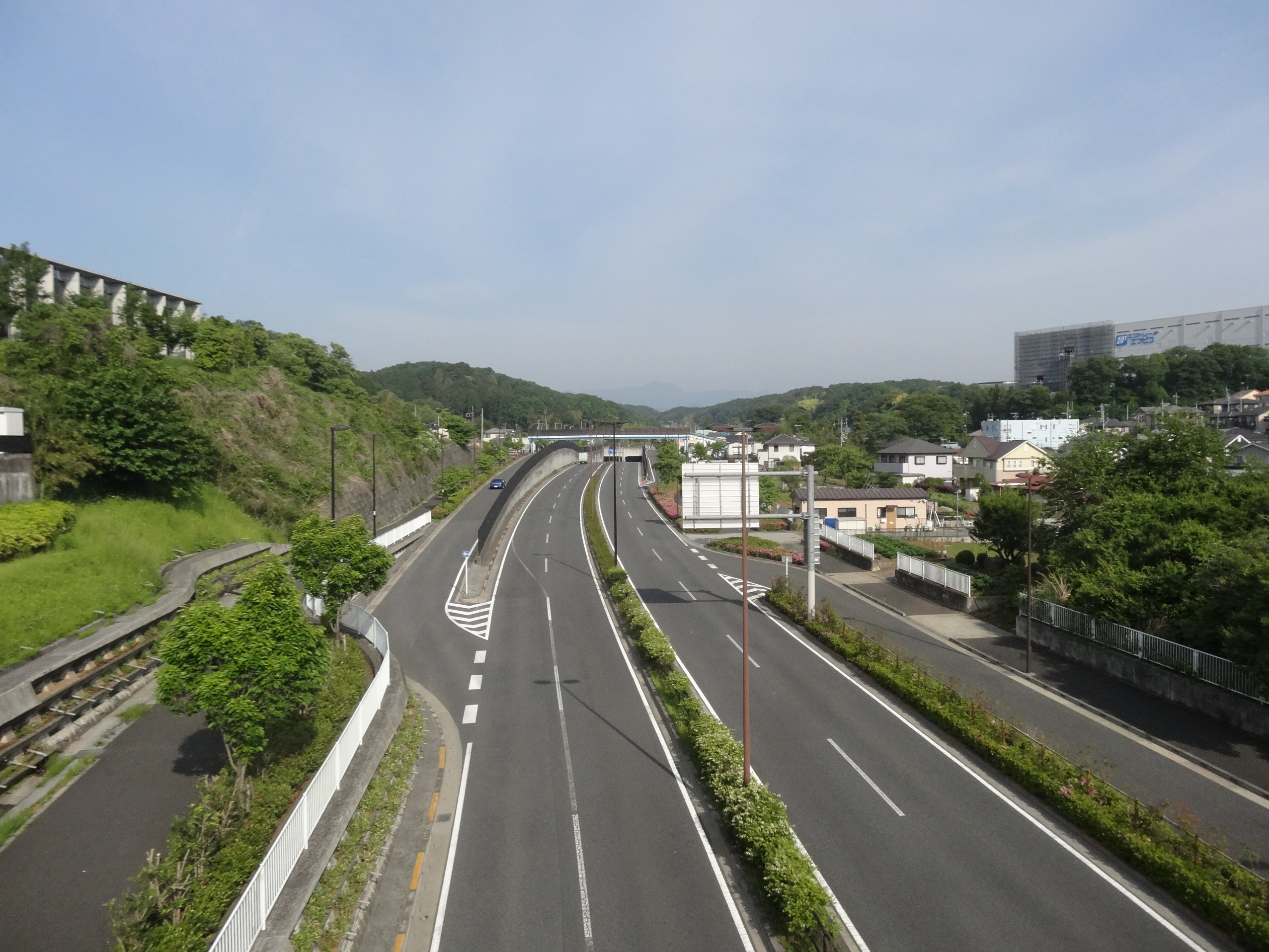
新滝山街道（八王子市内）

東京都道169号淵上日野線（とうきょうとどう169ごう ふちがみひのせん）は、東京都あきる野市から八王子市を経由して日野市に至る都道である。このうち、あきる野市から八王子市左入町の区間は新滝山街道である。

## 概要
- 起点 : 東京都あきる野市渕上（東京都道7号杉並あきる野線交点）
- 終点 : 東京都日野市日野本町6丁目（東京都道149号立川日野線交点）
- 重複区間
  - 東京都道46号八王子あきる野線
あきる野市牛沼 - 八王子市戸吹町[要出典]
あきる野市牛沼 - 八王子市戸吹町（新滝山街道）[要出典]
  - 国道411号
あきる野市牛沼 - 八王子市戸吹町[要出典]
  - 東京都道166号瑞穂あきる野八王子線
八王子市丹木町 - 滝山町 - 梅坪町[要出典]
  - 国道16号（八王子バイパス）
八王子市左入町 - 宇津木町
  - 東京都道59号八王子武蔵村山線
八王子市石川町 - 小宮町

### 支線
- 八王子市滝山町2丁目（国道411号交点・純心学園前交差点） - 丹木町1丁目（都道169号新滝山街道交点）[1]

### 通過する自治体
- 東京都
  - あきる野市
  - 八王子市
  - 日野市

## 歴史
『日野市史』によれば、この道は室町時代には五日市道（いつかいちみち）と呼ばれていて、江戸時代初期に甲州街道が開かれるまでは武蔵と甲州との交通はこちらの方がメインストリートであった。甲州街道が開かれてからは脇往還として機能していた。この道はまたの名を東光寺道（とうこうじみち）とも言う。江戸時代末、新選組の支援者であった佐藤彦五郎らが土佐藩兵を中心とする東征軍から逃れるために使った道でもある。

### 沿革
- 2008年12月13日 - 新滝山街道のうち、八王子市丹木町3丁目（東京都道166号瑞穂あきる野八王子線・善太郎坂下交差点） - 同市丹木町1丁目（都道169号支線交点）間（約1.1km）開通[2]
- 2011年6月30日 - 日野市栄町1丁目（JR中央線との立体交差西側） - 同市日野本町6丁目（東京都道149号立川日野線・仲田小学校入口交差点）間を都道に編入[3]
- 2012年3月20日 - JR中央線との立体交差部分「四ツ谷立体」（日野市栄町一丁目 - 同市日野本町5丁目（160m））開通[4]
- 2012年3月30日 - 八王子市丹木町3丁目 - 同市丹木町2丁目（国道411号・丹木町2丁目交差点）間を都道から除外[5]
- 2013年3月16日 - 新滝山街道のうち、八王子市戸吹町（東京都道46号八王子あきる野線交点） - 同市丹木町3丁目（東京都道166号瑞穂あきる野八王子線・善太郎坂下交差点）間（約2.6km）開通。これにより新滝山街道（約7.0km）が全線開通[6]
- 2013年6月28日 - 日野市栄町5丁目（都道169号新道交点） - 同市新町1丁目（東京都道256号八王子国立線・日野駅北交差点）間の旧道を都道から除外し、日野市に移管[7][8]

## 地理
- 東京純心女子中学校・高等学校・東京純心大学
- 創価大学・創価女子短期大学
- 杏林大学八王子キャンパス
- 日野宮神社
- 日野駅

### トンネル
- 戸吹トンネル : 2003年（平成15年）4月29日供用

### 道の駅
- 道の駅八王子滝山 : 2006年（平成18年）7月開駅

## 交差する道路
- 東京都道7号杉並あきる野線〈五日市街道〉（あきる野市）
- 国道411号〈滝山街道〉/圏央道あきる野IC（あきる野市）
- 東京都道46号八王子あきる野線（新滝山街道）/東京都道46号八王子あきる野線〈高尾街道〉（八王子市）
- 国道411号〈滝山街道〉（八王子市 純心学園前）
- 東京都道166号瑞穂あきる野八王子線（旧ひよどり山有料道路）（八王子市 左滝橋西）
- 国道16号〈東京環状〉/国道16号〈八王子バイパス〉（八王子市 左入橋）
- 東京都道162号三ツ木八王子線（八王子市）
- 国道16号〈八王子バイパス〉（八王子市）
- 東京都道59号八王子武蔵村山線（八王子市 田島橋）
- 東京都道59号八王子武蔵村山線（八王子市 多摩大橋南）
- 東京都道149号立川日野線（日野市 仲田小学校入口）